# Tropaeolum majus

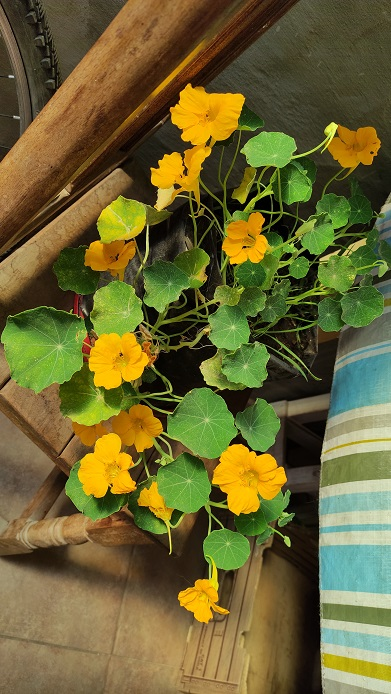
Imagen tomada en verano de la suculenta Taco de Reina con flores naranjas

La capuchina, taco de reina, espuela de galán, flor de la sangre, llagas de Cristo, marañuela, mastuerzo de Indias, pelón o texao (Tropaeolum majus), es una planta ornamental originaria de Sudamérica, caduca, que se cultiva en parques y jardines, en las zonas de costa en España se ha asilvestrado.

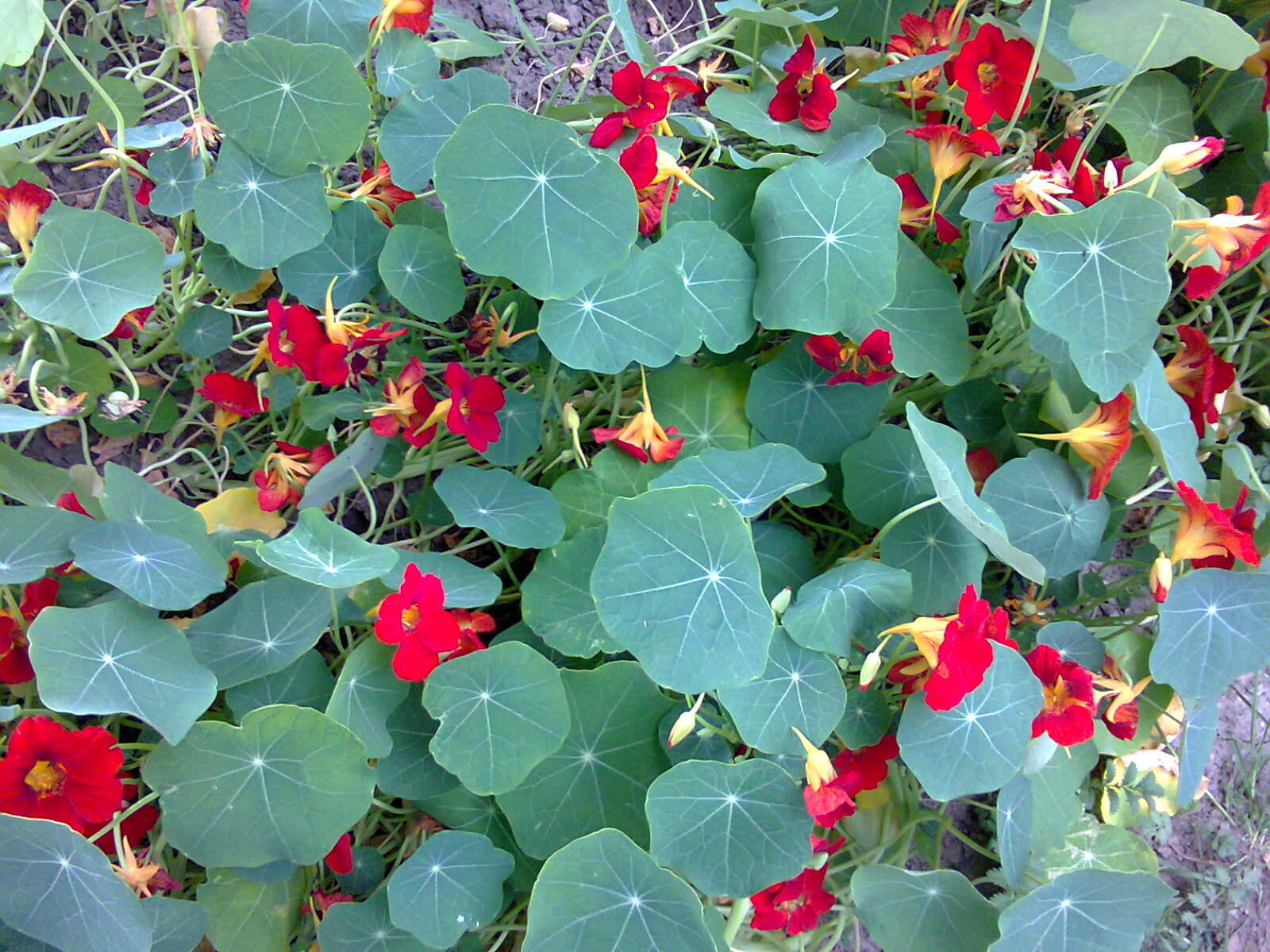
Vista de la planta

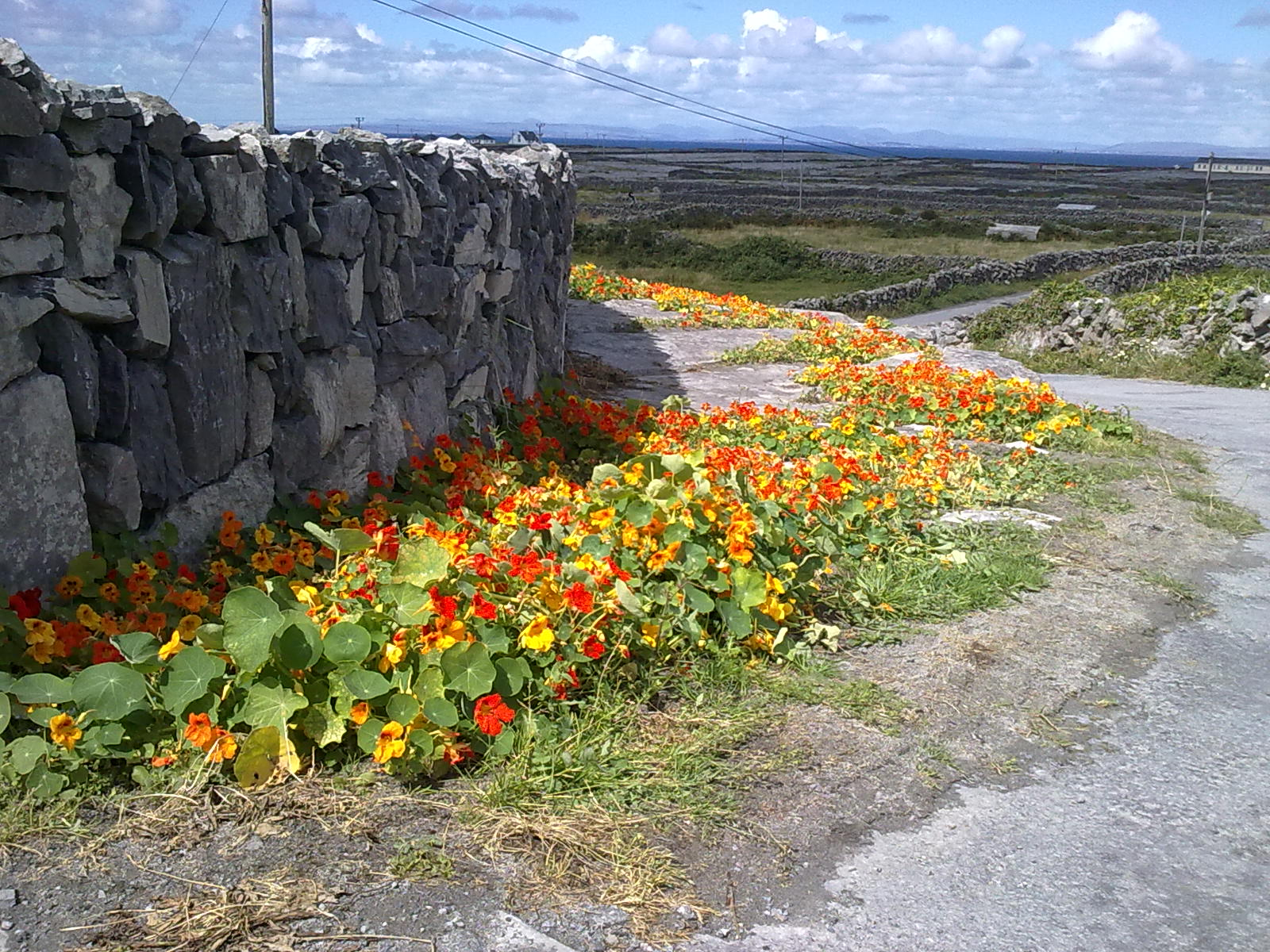
En su hábitat

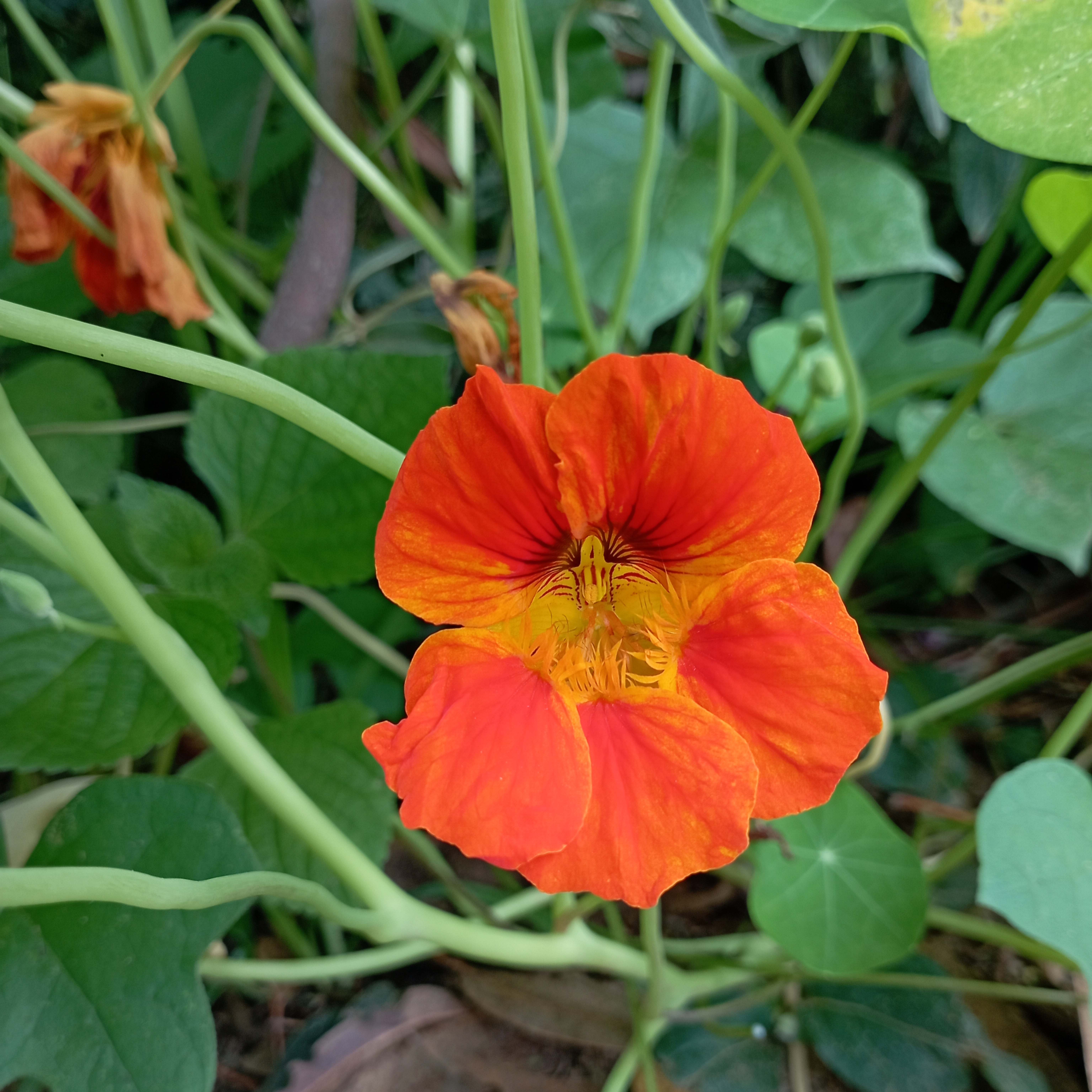
Detalle de la flor

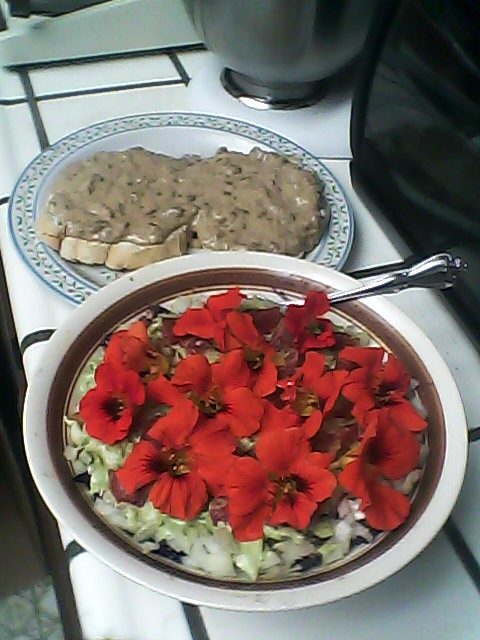
Como producto alimenticio

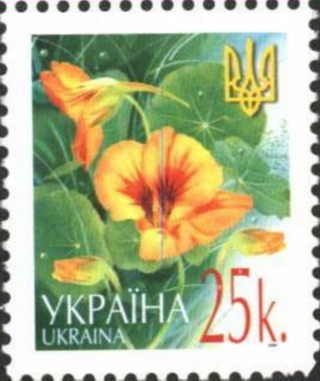
En sello postal de Ucrania

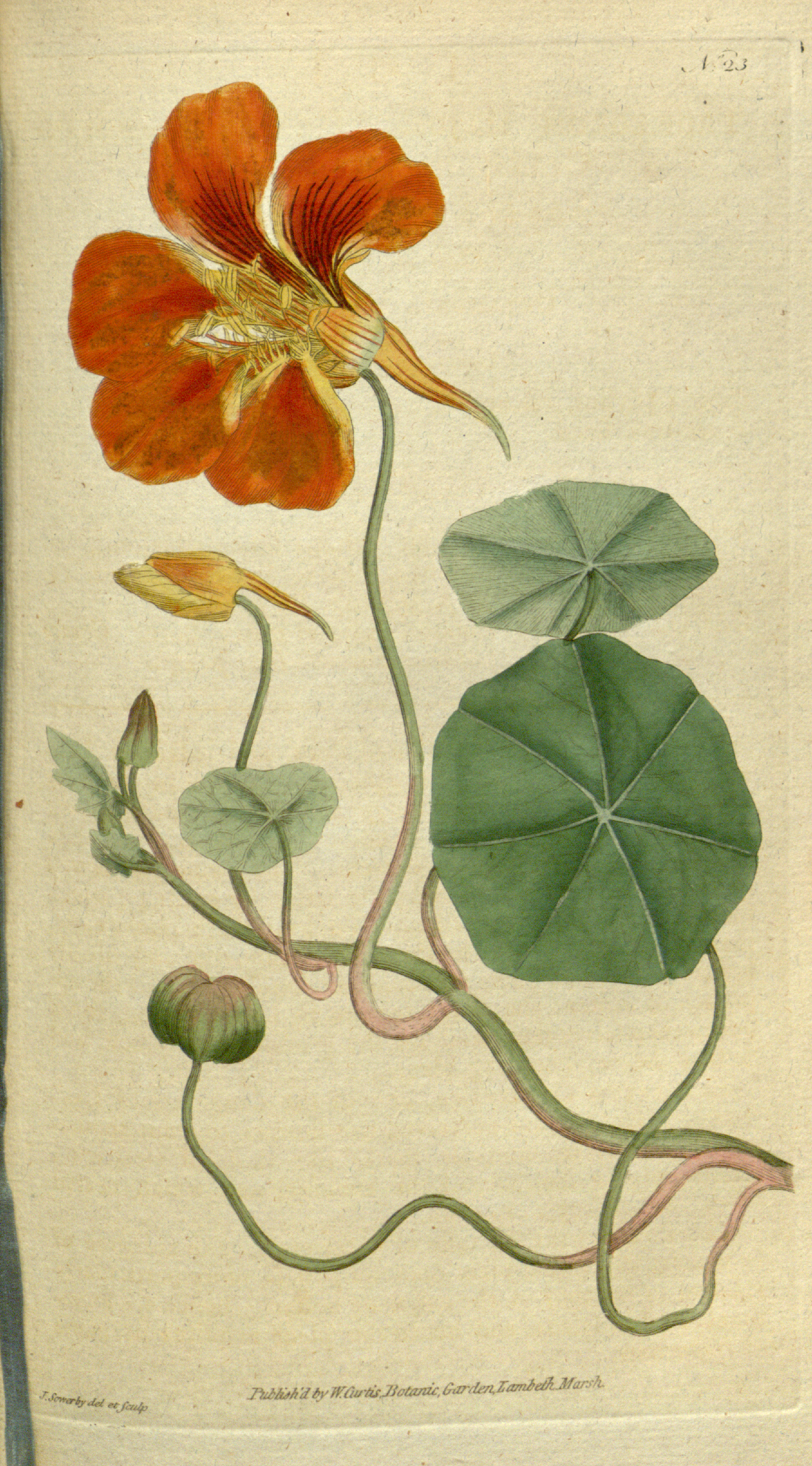
Ilustración

Es una planta anual, lampiña, suculenta y extendida. Existen numerosas variedades con flores rojas, anaranjadas o amarillas, el cáliz tiene cinco sépalos y la corola cinco pétalos desiguales. Las flores y las hojas tienen un sabor picante similar al del berro.

## Descripción
Son plantas trepadoras o rastreras anuales. Hojas suborbiculares, que alcanzan un tamaño de 3–10 cm de diámetro, glabras, enteras o con los márgenes undulados, peltadas; pecíolos 15–20 cm de largo. Pedúnculos 10–20 cm de largo; sépalos 15–18 mm de largo y 8–9 mm de ancho, verde-amarillentos, espolón 25–35 mm de largo; pétalos enteros u ondulados, amarillos a rojos con líneas y puntos amarillos a morados, los superiores cuneados, 30–40 mm de largo, los inferiores 15–20 mm de largo y de ancho, con uña 12–15 mm de largo, ciliada. Carpelos de 10 mm de largo cuando en fruto, con costillas rugosas.

## Historia
El término tropaeolum deriva del griego Τροπαιον, o pequeño trofeo, debido a la disposición de sus hojas y flores. En algunas zonas se la denomina capucha de monje, expresando la forma de sus flores. Los jesuitas introdujeron la planta a Europa en el siglo XVI, dando constancia de su utilización culinaria, tanto de sus hojas como de sus flores. Se denominaba mastuerzo de las Indias, berro del Perú o de los jesuitas. El botánico Dodoens la cultivó en su jardín en 1600.
En los altiplanos de Bolivia y en el área andina en general, existe la especie Tropaeolum tuberosum, que tiene unos tubérculos del tamaño de una castaña, unas flores de bello color carmesí, cuya altura no sobrepasa los 50 cm. Estos tubérculos tienen un sabor áspero muy acentuado y un sabor que recuerda al de la capuchina. En estos países es un alimento bastante consumido. El Tropaeolum también es conocido como texao y es la flor símbolo de la ciudad de Arequipa, en el sur del Perú.

## Propiedades
- Contiene un aceite esencial (tiocianato de bencilo, glucotropeolina) al que se le atribuyen efectos antibióticos, utilizado en casos de infecciones de las vías urinarias, nefritis o gripe.
- Otros elementos: ácido ascórbico isoquercitrina y helenina.
- Sirve para tratar golpes leves en la piel (moratones). Para tal efecto se debe machacar suavemente las hojas hasta que suelten su aceite y luego colocarla sobre el hematoma. Inicialmente provocará un escozor que disminuirá al poco tiempo.[2]

## En la cocina
La planta entera es comestible.
En algunos países  utilizan los capullos de las flores tiernas, macerados en vinagre para atenuar el gusto de las alcaparras. Para ello basta macerar en vinagre los capullos florales verdes, antes de madurar. Después de la flor, se puede añadir al vinagre estragón o alguna guindilla. Al ser la capuchina de origen suramericano, es en ese continente donde se utiliza más como condimento. Las flores de capuchina, por su agradable sabor y su inmejorable aspecto, sirven para adornar platos de carne, pescados, verduras y ensaladas.
En los Estados Unidos las hojas, tallos, y flores se comen crudas o en ensaladas.

## Taxonomía
Tropaeolum majus fue descrita por Carlos Linneo y publicado en Species Plantarum 1: 345. 1753.
Etimología
Tropaeolum: nombre genérico conocido como la capuchina de jardineros, aunque no de los botánicos, y nombrado por Linneo, que deriva del griego tropaion y del latín tropaeum de "trofeo", por la manera en que crece la planta, sobre un soporte. recordando un trofeo clásico con escudos y cascos de oro como las que colgaban como un signo de la victoria en un campo de batalla.
majus: epíteto latíno que significa "el más grande".
Sinonimia
- Cardamindum majus Moench
- Nasturtium indicum Garsault
- Tropaeolum pinnatum Andrews
- Tropaeolum quinquelobum Bergius
- Trophaeum majus (L.) Kuntze[5]

## Nombres comunes
- Castellano: canarios, capuchina (11), capuchinas, espuela de galán (2), flor de la sangre (2), llagas de Cristo (2), llagas de San Francisco (2), marañuela (2), mastranzo de Indias (2), mastuerzo de Indias (2), pelonchili, pelón. (el número entre paréntesis indica las especies que tienen el mismo nombre en España)[6]